# 遠藤ミドリ
遠藤 ミドリ（えんどう みどり）は、日本の漫画家・イラストレーター。代表作の『繰繰れ! コックリさん』はテレビアニメ化され2014年10月から12月まで放送された。

## 作品リスト

### 漫画
- 繰繰れ! コックリさん[1]
- 愚愚れ! 信楽さん ―繰繰れ! コックリさん 信楽おじさんスピンオフ―（原作・原案）

### イラスト
- 賭ケグルイ（ポスター[2]）